# Бенфе (Эрндтебрюкк)

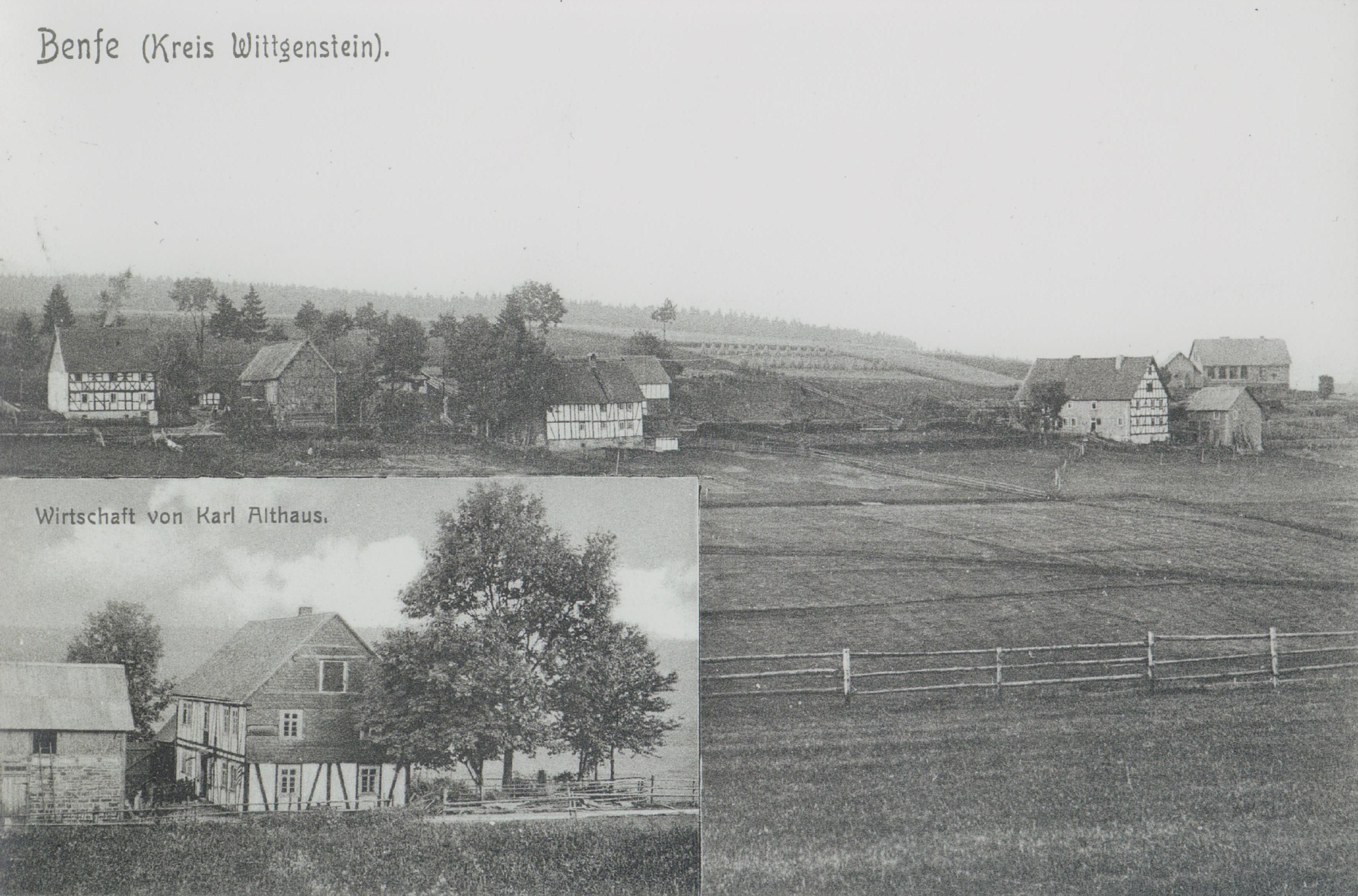
Бенфе, почтовая карточка: 1910 год

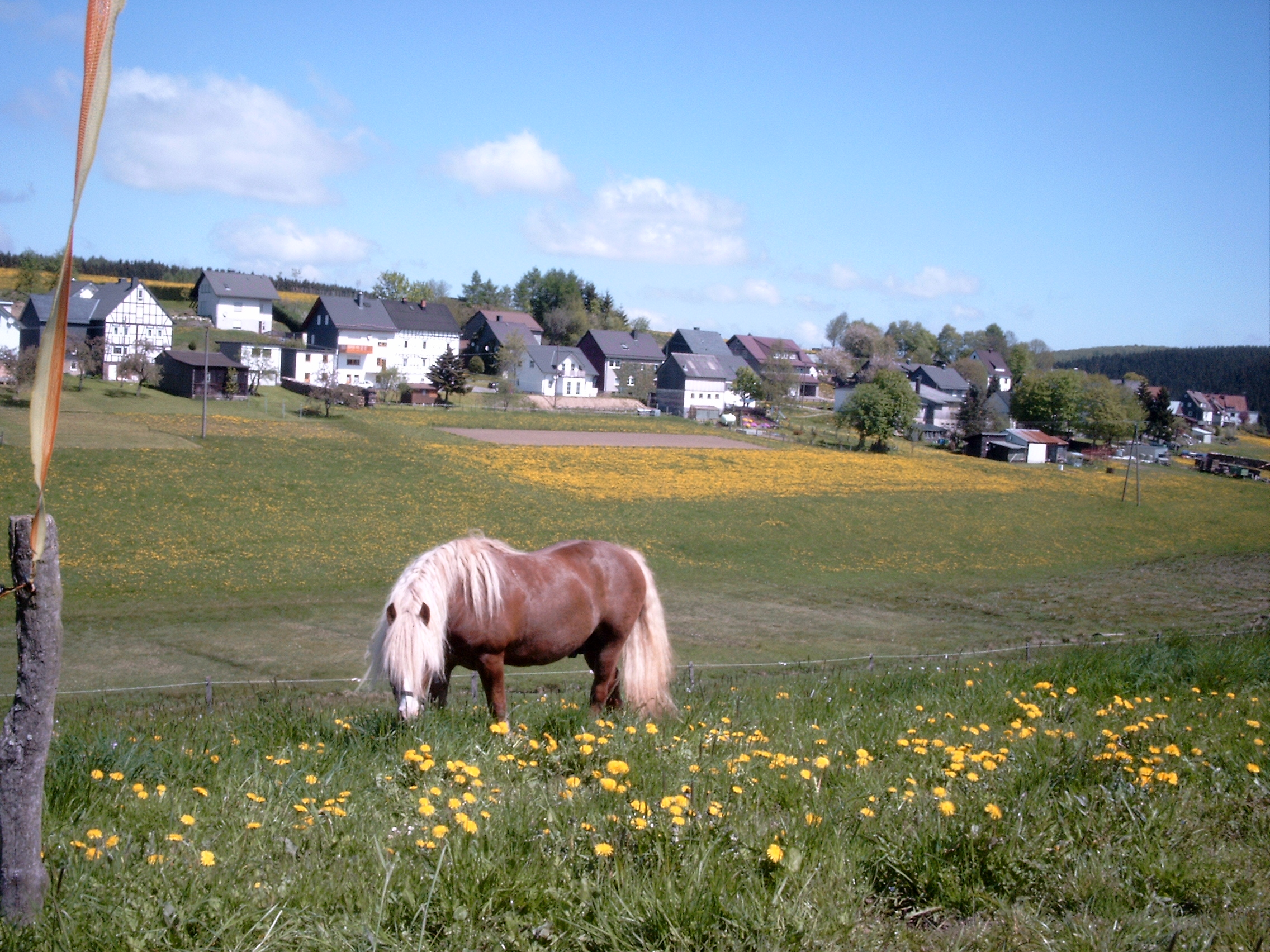
Бенфе, 2004 год

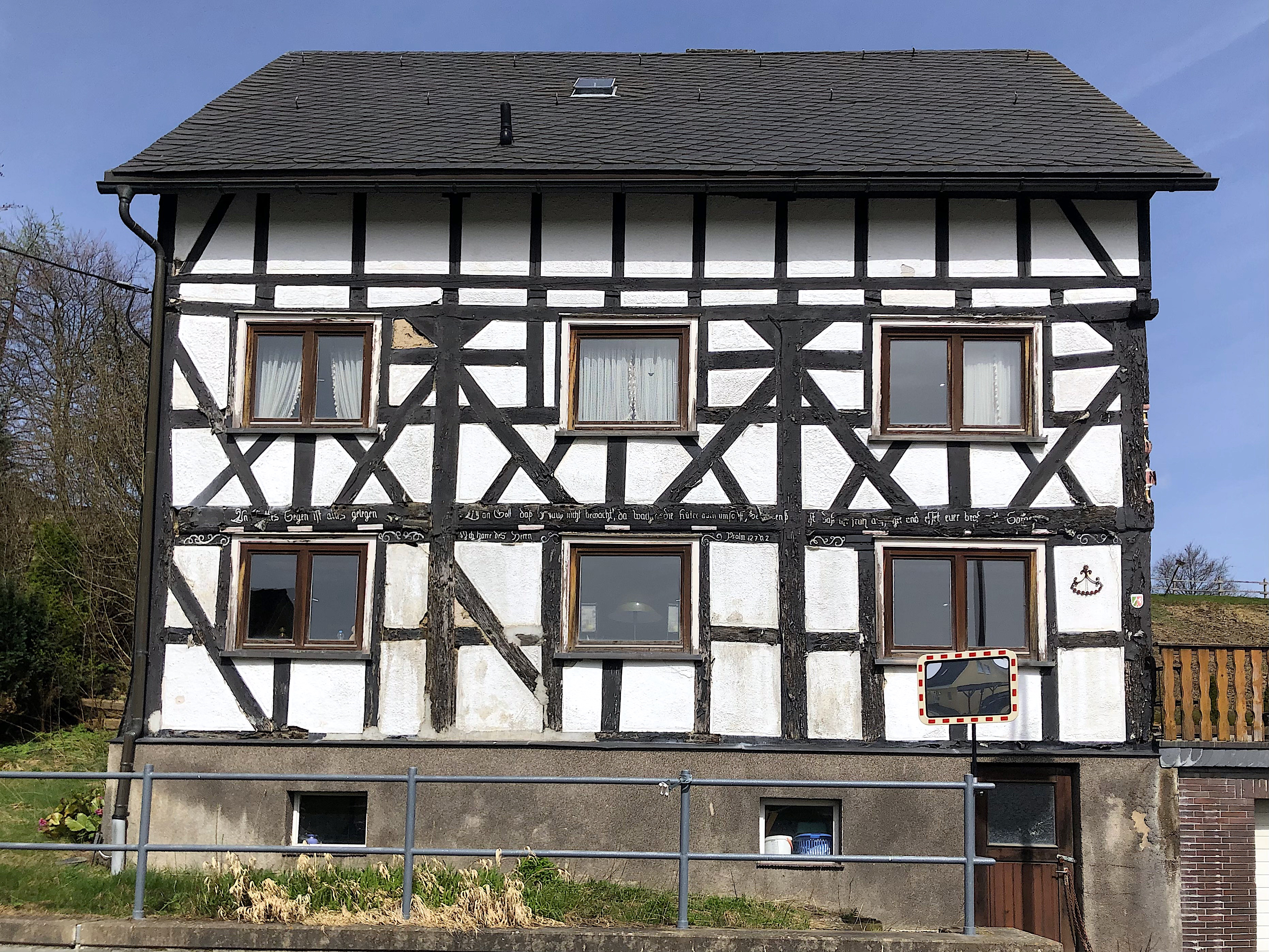
Бенфе, 2024 год

Бенфе (нем. Benfe) — поселение деревенского типа в пределах коммуны Эрндтебрюкк (Виттгенштайнер-Ланд, район Зиген-Виттгенштайн, Северный Рейн-Вестфалия, Германия).

## География

### Положение
Населённый пункт Бенфе расположен на высоком плато на юго-западной окраине региона Виттгенштайн.
Он расположен в южной части горного региона Ротхаргебирге и, одновременно, в природном парке Зауэрланд-Ротхаргебирге. В окрестностях находятся истоки рек Зиг, Эдер и Лан, а также ручей Бенфе, который является притоком Эдера. Бенфе расположен между вершинами Кляйнер Копф (615,6 м над уровнем моря); на севере, Вайбельскопф (620,7 м над уровнем моря) на востоке, Аукопф (644,9 м над уровнем моря) на юге и Ягдберг (634,5 м над уровнем моря) на северо-западе и лежит на высоте 550–590 м над уровнем моря. Через деревню в её южной части проходят маркированные туристские маршруты Коленштрассе (угольная дорога) (бывшая крестьянская дорога между Виттгенштайном и Зигерландом по вывозке древесного угля)) Ротхарштайг и Зигерланд-Хёэнринг. Измерения температуры, проведенные в долине ниже деревни в последние годы, показывают, что Бенфеталь является самой холодной долиной на северо-западе Германии. Для подтверждения результатов там была установлена автоматическая метеостанция, которая была активирована 18 ноября 2019 года.

### Соседние населённые пункты
Соседними поселениями являются Эрндтебрюкк на севере, Рюкерсхаузен на северо-востоке, Фолькхольц на востоке, Гроссенбах на юго-юго-востоке, Вальперсдорф на юго-юго-западе, Зольбах на западе-северо-западе и Лютцель на северо-западе.

## История
В книге лорда фон Биккена, феодальном реестре 1344 года, впервые упоминается все ещё необитаемая территория: «Поле и лес называются Бенфе». Дальнейшие сведения о территории на плато Бенфе можно найти в описаниях границ 1515 и 1630 годов. Наконец, в 1713 году поселение было основано Иоганном Йостом Гиппенштилем (1665–1738). Первые поселенцы занимались обжигом угля. Для работы железных молотов в Людвигзекке требовалось большое количество древесного угля. Этот лесной регион предлагал наилучшие условия для сжигания древесного угля. В 1758 году в Бенфе было две официальных усадьбы, а двое других жителей деревни упоминаются в качестве оценщиков в списке подданных «участка Фейдинга». С 1819 года деревня относилась к мэрскому округу Эрндтебрюкк. В 1845 году Бенфе входил в состав округа Эрндтебрюкк.
Расположение деревни на краю Виттгенштайна в непосредственной близости от региона Зигерланд привело к тому, что в начале XX века некоторые жители деревни начали селиться на улице Коленштрассе, к юго-западу от деревни Бенфе. Там около 1900 года лесное управление Нетфена создало небольшую служебную квартиру, которая была заброшена со строительством нового здания усальбы лесничего ХоэнротFaszination „Waldland Hohenroth“. (нем.) в 1910 году. В 1911 году скромная собственность в коммуне Наухольц, так называемый «Вальдхайм», была куплена и расширена лесным рабочим из Бенфе. В 1930-х годах на окраине деревни Бенфе были построены еще два дома. Новое поселение получило название «Вальдхайм» по названию бывшего дома лесного работника. 29 апреля 1914 года судебный пристав Нетфена подал в муниципалитет Бенфе запрос о том, чтобы ребенок из поселения «Вальдхайм» посещал деревенскую школу в Бенфе «в качестве гостя» и что плату за обучение нельзя ожидать, поскольку долгий путь в школу оказалось для него слишком утомительным. 6 ноября 1935 года жители Вальдхайма подали заявление о переводе поселения в приход Эрндтебрюкк. 7 августа 1967 года совет муниципалитета Наухольц принял решение об отделении муниципального района «Вальдхайм» по просьбе жителей. Постановлением Министерства иностранных дел Северного Рейна-Вестфалии от 17 апреля 1968 года была закреплена интеграция поселения «Вальдхайм» в муниципалитет Бенфе. В 2018 году здесь уже было девять жилых домов.
Начиная с 1952 года Немецкое фермерское сообщество построило два новых жилых комплекса в Рёспе и Людвигзекке в Виттгенштайне. Около половины строительства «поселения Людвигзекк» было осуществлено в коммуне Бенфе. Здесь переселенцы из Силезии, Восточной и Западной Пруссии нашли новую родину и обеспечили значительный прирост населения общины.
После административной реформы, вступившей в силу 1 января 1975 года, деревня Бенфе вошла в состав муниципалитета Эрндтебрюкк, хотя до своего присоединения была независимым муниципалитетом в бывшем районе Виттгенштайн.

### Динамика численности населения
- 1819: 48 жителей в 5 домах
- 1854: 128 жителей в 13 домах
- 1900: 156 жителей
- 1925: 210 жителей
- 1939: 208 жителей[18]
- 1946: 275 жителей[18]
- 1956: 422 жителя[18]
- 1961: 364 жителя[17]
- 1968: 394 жителя в 65 домах[19]
- 1970: 383 жителя[17]
- 1974: 380 жителей[20]
- 1992: 384 öbntky[21]
- 1995: 446 жителей
- 1997: 432 жителя
- 2000: 451 житель
- 2002: 457 жителей
- 2005: 431 житель
- 2007: 421 житель
- 2010: 395 жителей
- 2012: 395 жителей
- 2018: 388 жителей[3]
- 2020: 384 жителя
- 2022: 373 жителя

## Общественные организации
- Краеведческий клуб «Бенфе»
- Спортивно-стрелковый клуб
- Футбольный клуб FC Benfe